# Mahmilch-Talbrücke
Die Mahmilch-Talbrücke ist eine 200 m lange Eisenbahnbrücke der Schnellfahrstrecke Hannover–Würzburg nordwestlich der niedersächsischen Stadt Bad Gandersheim.
Das Bauwerk überquert die Mahmilch und trägt daher ihren Namen.

## Verlauf
Die Brücke liegt zwischen den Streckenkilometern 59,998 und 60,198. Die Trasse verläuft auf der Brücke in südlicher Richtung in einer Linkskurve.
Nördlich schließt sich, nach einem kurzen Damm und einem Einschnitt, der Hellebergtunnel an. Südlich folgt, nach einem kurzen Damm und einem Einschnitt, der Wadenbergtunnel.
Das südliche Widerlager des achtfeldrigen Bauwerks und des anschließenden Dammes wurden flach (mit Böschungsneigungen von etwa 1:3 bzw. 1:7) flach ausgeführt, um eine bessere Einbindung in das Landschaftsbild zu erreichen.

## Geschichte
In der Planungs- und Bauphase lag das Bauwerk am nördlichen Rand des Planfeststellungsabschnitts 2.12 der Strecke.
Nach dem zum 1. Juli 1981 in Kraft getretenen Niedersächsischen Naturschutzgesetz wurde im Rahmen der Baumaßnahmen eine Ausgleichsmaßnahme angelegt. Östlich der Strecke entstand ein Feuchtbiotop, beidseits der Mahmilch wurde eine Flachwasserzone geschaffen.